# Giovanni Battista Rezzonico
Giovanni Battista Rezzonico (Venezia, 1º giugno 1740 – Roma, 21 luglio 1783) è stato un cardinale italiano.

## Biografia

### I primi anni

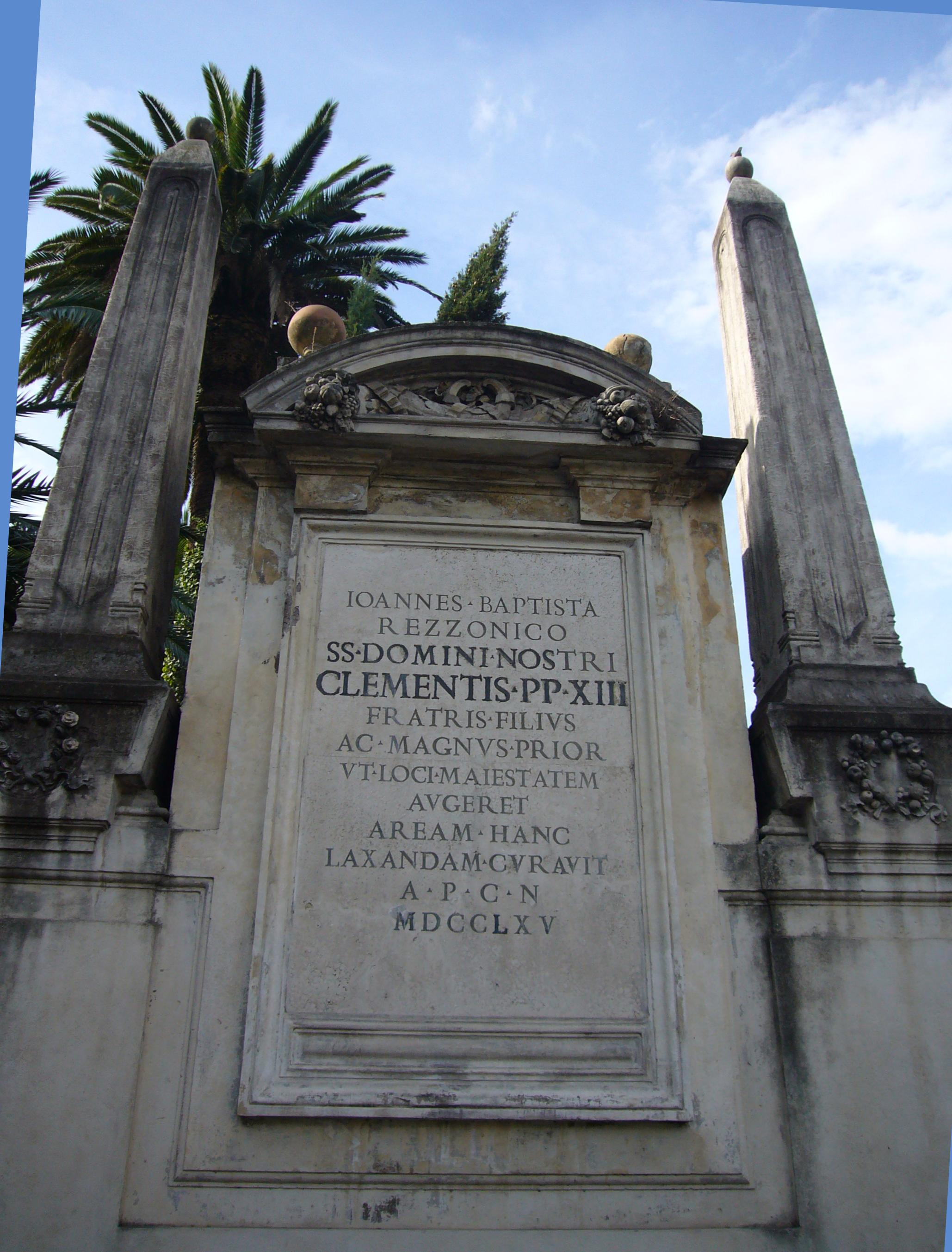
Monumento dei cavalieri di Malta sotto il priorato di Giovanni Battista Rezzonico sull'Aventino.

Giovanni Battista Rezzonico nacque a Venezia il 1º giugno 1740, quarto dei cinque figli di Aurelio Rezzonico e di sua moglie, Anna Giustiniani. Suo fratello sarà Carlo Rezzonico iuniore, anch'egli cardinale, oltre ad altri fratelli quali Quintilia, Lodovico e Abbondio (quest'ultimo futuro primo ed unico principe Rezzonico). La potente famiglia dei Rezzonico aveva dato al soglio pontificio papa Clemente XIII (1758-1769), zio di Giovanni Battista, che molto aveva influito per la sua ascesa cardinalizia.
Sotto la direzione dello zio cardinale Carlo Rezzonico seniore, Giovanni Battista studiò presso il Collegio Romano dei gesuiti a Roma, predestinato alla carriera ecclesiastica.
Il 1º luglio 1760 divenne cameriere privato di Sua Santità e dal 10 luglio dell'anno successivo divenne Referendario del Tribunale della Segnatura Apostolica. Ricevute le insegne ecclesiastiche da parte dello zio Clemente XIII il 16 luglio 1760, venne poco dopo nominato Protonotario apostolico ad honorem. Chierico della Camera Apostolica, dal 27 novembre 1761 divenne Commissario generale delle Armi, rimanendo in carica sino al 1766. Dall'agosto del 1761 divenne abate commendatario di Santa Croce di Sassovivo nella diocesi di Foligno, e di Folina nel Friuli dal febbraio 1766. Gran Priore di Roma del Sovrano Militare Ordine di Malta dal gennaio del 1763, fu lui ad affidare al celebre architetto Giovanni Battista Piranesi l'incarico di ristrutturare la chiesa di Santa Maria in Aventino, l'adiacente villa priorale e la Piazza dei Cavalieri di Malta; divenne poi Prefetto del Palazzo Apostolico con la qualifica di maggiordomo dal 21 luglio 1766, venne confermato a tale incarico da papa Clemente XIV.

### Il cardinalato
Creato cardinale diacono nel concistorio del 10 settembre 1770, ricevette la berretta cardinalizia il 13 settembre di quello stesso anno ed il 12 dicembre successivo ottenne la diaconia di San Nicola in Carcere e fino alla nomina del cardinale Ignazio Gaetano Boncompagni Ludovisi, da parte di Pio VI, è stato il porporato italiano più giovane. A questo punto ottenne la dispensa pontificia nell'essere cardinale pur non avendo ricevuto gli ordini minori il 24 settembre 1771, riparando a tale status il 21 settembre 1773. Successivamente prese parte al conclave del 1774-1775 che elesse papa Pio VI. Pro-segretario del Memoriale dal 25 febbraio 1775, venne ascritto quale membro della Sacra Consulta, di quella Concistoriale, in quella delle Indulgenze e per le Sacre Reliquie, in quella per l'Immunità Ecclesiastica e nella fabbrica di San Pietro nonché per le delegazioni di Avignone e Loreto e per la consulta delle acque. Protettore dei Canonici Regolari Lateranensi dal 2 marzo 1775, ottenne il 20 marzo di quello stesso anno il protettorato anche sui Frati Minori Conventuali nonché dei Pii Operai della Divina Pietà della città di Senigallia e della chiesa e dell'annesso arciospedale di San Giacomo degli Incurabili. Durante il proprio cardinalato fu sapiente protettore delle arti, delle lettere e delle scienze e supportò notevolmente gli studi di eruditi ed artisti che con lui lavorarono come Giovanni Battista Piranesi al quale commissionò delle vedute di Roma.

### La morte
Morì il 21 luglio 1783 di apoplessia mentre si stava approssimando a lasciare il suo palazzo di Roma. La salma venne esposta nell'ingresso del palazzo senatoriale del Campidoglio alla pubblica venerazione dove viveva col fratello. I funerali si tennero successivamente nella chiesa romana di San Lorenzo in Lucina e venne sepolto nella chiesa di San Nicola in Carcere, sua diaconìa, in una tomba realizzata dall'artista irlandese Christopher Heweston che realizzò un suo busto e le sue armi in marmo, accompagnate da un epitaffio scritto per l'occasione dal Morcelli.